# Casa Marquès (Cunit)
La Casa Marquès és una obra de Cunit (Baix Penedès) protegida com a Bé Cultural d'Interès Local.

## Descripció
Antiga casa pairal situada a la cantonada entre els carrers Major i Papa Joan XXIII, a un extrem del nucli antic i propera a la via de pas entre Barcelona i Tarragona. La construcció respon a les tècniques usuals de l'època: murs de tàpia amb fragments de paredat i arrebossat de morter de calç, forjats amb embigat de fusta. Un element característic d'aquest edifici són els contraforts atalussats de la façana, així com els jardins d'accés a aquesta.